# Бузовка
Бузовка (Буза) — річка в Україні, притока Бучі. Бере початок на околицях села Бузова Києво-Святошинського району Київської області, впадає до Бучі поблизу села Буча. Довжина приблизно 10 км. Живлення снігове та дощове. Кілька дамб утворюють широкі озера та стави, як в селі Бузова, так і нижче по течії. Водостік приблизно 0,05 м/с.

## Історія
Річка зафіксована як притока Бучі із назвою Бучна в І. Фундуклея, також відома в документах ХІХ ст. під назвою Буза.
Під назвою Бузовка вперше згадується Лаврентієм Похилевичем:
| «Бузова — село… при вершине ручья Бузовки, текущего в р. Бучу»[3] |